# Reinier Honig
Reinier Honig (Heemskerk, 28 oktober 1983) is een Nederlands voormalig baan- en wegwielrenner.

## Carrière
Honig kan zowel op de weg als op de baan uit de voeten. In 2000 werd hij, evenals in het jaar erop, nationaal juniorenkampioen op de weg. Tussen 2005 en 2008 werd hij viermaal achtereen Nederlands kampioen stayeren. In 2009 werd hij gecontracteerd door de Pro Continental-ploeg Vacansoleil.
Eind 2009 verliet hij deze ploeg nadat hij een contract bij de Italiaans pro-continentale ploeg Acqua & Sapone tekende. Na één seizoen verliet hij de ploeg weer en vertrok naar het Belgische Landbouwkrediet. Toen die ploeg eind 2013 stopte wilde Honig niet opgeven en ging bij wielerclub TWC Tempo uit Veldhoven rijden. Later het seizoen tekende hij toch nog een contract bij Team Vorarlberg. Hij reed 2015 en 2016 voor Roompot Oranje Peloton. Op 21 oktober 2017 kon Honig dankzij een crowdfundactie deelnemen aan het EK op de baan in Berlijn; op het onderdeel stayeren won hij zilver. In 2023 werd Honig, op veertigjarige leeftijd, voor de tiende keer nationaal kampioen in het stayeren.

## Belangrijkste overwinningen
2000
- Nationaal Kampioenschap op de weg, Junioren

2001
- Nationaal Kampioenschap op de weg, Junioren
- 2e etappe Heuvelland Tweedaagse

2003
- 3e etappe Tour de Gironde
- GP Claude Criquielion

2005
- Nederlands kampioenschap, stayeren

2006
- Nederlands kampioenschap, stayeren

2007
- Dorpenomloop Rucphen
- Nederlands kampioenschap, stayeren

2008
- Nederlands kampioenschap, stayeren
- Circuito de Getxo
- Europees kampioenschap, stayeren

2009
- 5de Giro del Piemonte

2011
- 3de Nederlands kampioenschap op de weg

2017
- Nederlands kampioenschap, stayeren
- Europees kampioenschap, stayeren

2018
- Nederlands kampioenschap, stayeren
- Nederlands kampioenschap, derny
- Europees kampioenschap, stayeren
- Wieler 3 daagse Alkmaar, stayeren

2019
- Nederlands kampioenschap, stayeren
- Europees kampioenschap, stayeren
- Wieler 3 daagse Alkmaar, stayeren
- 2e etappe Ronde van Costa Rica

2020
- Nederlands kampioenschap, stayeren

2023
- Nederlands kampioenschap stayeren

## Resultaten in voornaamste wedstrijden
| Jaar | Gent-Wevelgem | Parijs-Roubaix | Amstel Gold Race | Luik-Bast.‑Luik | Ronde van Lombardije | Waalse Pijl |
| ---- | ------------- | -------------- | ---------------- | --------------- | -------------------- | ----------- |
| 2009 | 82e           |                | 110e             | opgave          | 107e                 |             |
| 2010 | 139e          | opgave         |                  | 131e            |                      | 117e        |
| 2011 |               |                | 139e             | opgave          |                      |             |
| 2012 | 137e          |                | 115e             | opgave          |                      | 81e         |
| 2013 | 144e          |                | opgave           | opgave          |                      |             |
| 2014 |               |                |                  |                 |                      |             |
| 2015 |               |                | opgave           | opgave          |                      | 133e        |
| 2016 |               |                |                  | 130e            |                      | 157e        |

## Ploegen
- 2002- Cycling Team Bert Story-Piels
- 2003- Cycling Team Bert Story-Piels
- 2004- Cycling Team Bert Story-Piels
- 2005- Cycling Team Bert Story-Piels
- 2006- Fondas-P3 Transfer
- 2007- P3 Transfer-Fondas Team
- 2008- P3 Transfer-Batavus
- 2009- Vacansoleil
- 2010- Acqua & Sapone
- 2011- Landbouwkrediet
- 2012- Landbouwkrediet-Euphony
- 2013- Crelan-Euphony
- 2014- Team Vorarlberg (vanaf 08/04)
- 2015- Roompot Oranje Peloton
- 2016- Roompot Oranje Peloton
- 2021- Start Cycling Team
- 2022- China Glory

Wielerploegen van Reinier Honig
van Agtmaal ·
Alloo ·
De Meyer ·
van Groezen ·
Hagenaars ·
Hassink (tot 30/06) ·
Honig ·
Lenferink (tot 30/06) ·
Mandemakers · 
Möhlmann · 
Mol ·
N. Poels ·
W. Poels ·
Soepenberg ·
Stroetinga ·
van der Wal ·
Verstraten
van Agtmaal ·
Alloo ·
Hagenaars ·
Honig ·
van Horik (tot 31/07) ·
de Jong ·
van der Kooi ·
Mandemakers · 
Mol ·
van Oosterhout · 
N. Poels ·
W. Poels ·
Soepenberg ·
Vangheel ·
van der Wal · 
Reile (stagiair) 
Botman ·
van Groen ·
van Hage ·
Hagenaars ·
Honig ·
de Jong ·
Jun ·
Ljungblad ·
Mol ·
Oegema · 
van der Pluijm ·
Poels ·
Soepenberg ·
Traksel · 
Vangheel ·
Vierhouten
van Amerongen ·
Božič ·
Carrara · 
Cooke · 
De Vocht · 
Gołaś (vanaf 01/08) · 
van Groen ·
Honig ·
Hoogerland ·
Lagoetin ·
Leukemans ·
Lhotellerie (tot 01/07) · 
Löwik ·
Marcato ·
Mol ·
Mortensen · 
Mouris ·
Poels ·
Pronk ·
Traksel · 
Veuchelen · 
Vierhouten ·
Westra ·
Berkhout (stagiair) ·
van Leijen (stagiair) · 
Ruijgh (stagiair) 
Amorison · Baestaens · Barbé · Bellemakers · Breyne · Cammaerts · Commeyne · De Waele · Dekkers · Delfosse · Dockx · Gourgue · Helminen · Honig · Juodvalkis · Kruopis · Nys · K. Peeters · Planckaert · Scheirlinckx · Stallaert · Traksel · Vanthourenhout · Verheyen
Amorison · Baestaens · Barbé · Bellemakers · Breyne · Bueken · Claeys · Cohnen · Commeyne · Delfosse · Devillers · De Waele · Helminen · Honig · Hovelijnck · Juodvalkis · Nys · K. Peeters · Planckaert · Stallaert · Traksel · Vanthourenhout · Backaert (stagiair) · Van Driessche (stagiair)
Amorison · Baestaens · Barbé · Breyne · Bueken · Claeys · Delfosse · Devillers · Honig · Hovelijnck · Juodvalkis · Nys · K. Peeters · Planckaert · Prémont · Stallaert · Steels · Sys · Vanherck · Vanthourenhout · Vantomme · Claes (stagiair) · David (stagiair) · Verwaest (stagiair)
Asselman · Duijn · van Empel · van Ginneken · van Goethem · Groenewegen · Honig · Hoogerland · Kerkhof · M. Kreder · R. Kreder · W. Kreder · Lammertink · Looij · de Maar · Slik · Terpstra · de Vries